# Bệnh do virus Ebola
Bệnh do virus Ebola (Ebola virus disease - EVD), còn được gọi là sốt xuất huyết Ebola (EHF) hay đơn giản là Ebola, là một bệnh sốt xuất huyết do virus ở người và các loài linh trưởng khác do virus ebola gây ra. Các dấu hiệu và triệu chứng thường bắt đầu từ hai ngày đến ba tuần sau khi nhiễm virus khi bị sốt, đau họng, đau cơ và đau đầu. Sau đó là các triệu chứng nôn, tiêu chảy và phát ban, cùng với chức năng của gan và thận giảm sút. Tại thời điểm này, một số người bắt đầu chảy máu cả bên trong và bên ngoài. Bệnh có nguy cơ tử vong cao, giết chết 25% đến 90% những người mắc bệnh, với tỷ lệ trung bình khoảng 50%. Lý do chết thường là do huyết áp tụt thấp do mất máu và nước khi bệnh nhân xuất huyết, và thường xảy ra sau 6 đến 16 ngày sau khi các triệu chứng xuất hiện.
Virus lây lan qua tiếp xúc trực tiếp với chất dịch cơ thể, chẳng hạn như máu từ người bị nhiễm bệnh hoặc các động vật khác. Sự lây lan cũng có thể xảy ra do tiếp xúc với các vật phẩm gần đây bị nhiễm chất dịch cơ thể. Sự lây lan của bệnh qua không khí giữa các loài linh trưởng, bao gồm cả con người, đã không được ghi nhận trong cả phòng thí nghiệm hoặc điều kiện tự nhiên. Tinh dịch hoặc sữa mẹ của một người sau khi hồi phục từ EVD có thể mang virus trong vài tuần đến vài tháng. Dơi ăn quả được cho là đối tượng mang mầm bệnh bình thường trong tự nhiên, có khả năng truyền virus mà không bị virus làm ảnh hưởng. Các bệnh khác như sốt rét, dịch tả, sốt thương hàn, viêm màng não và sốt xuất huyết do virus khác có thể giống với EVD. Các mẫu máu được xét nghiệm RNA virus, kháng thể virus hoặc cho chính virus để xác định chẩn đoán.
Kiểm soát dịch bệnh đòi hỏi phải có các dịch vụ y tế phối hợp và sự tham gia của cộng đồng. Điều này bao gồm phát hiện nhanh chóng, truy tìm dấu vết của những người đã tiếp xúc, tiếp cận nhanh chóng với các dịch vụ phòng thí nghiệm, chăm sóc những người bị nhiễm bệnh và xử lý người chết đúng cách thông qua hỏa táng hoặc chôn cất. Các mẫu dịch cơ thể và mô từ những người mắc bệnh cần được xử lý cẩn thận. Phòng ngừa bao gồm hạn chế sự lây lan bệnh từ động vật bị nhiễm sang người bằng cách xử lý thịt thú rừng có khả năng bị nhiễm bệnh chỉ trong khi mặc quần áo bảo hộ và nấu chín kỹ thịt thú rừng trước khi ăn. Nó cũng bao gồm mặc quần áo bảo hộ thích hợp và rửa tay khi xung quanh người mắc bệnh. Một loại vắc-xin Ebola đã được phê duyệt tại Hoa Kỳ vào tháng 12 năm 2019. Mặc dù không có điều trị được phê duyệt cho Ebola Tính đến  năm 2019, hai phương pháp điều trị (REGN-EB3 và mAb114) có liên quan đến kết quả cải thiện. Những nỗ lực hỗ trợ cũng cải thiện kết quả. Điều này bao gồm liệu pháp bù nước qua đường miệng (uống nước ngọt và hơi mặn) hoặc truyền dịch tĩnh mạch cũng như điều trị các triệu chứng.

## Nguyên nhân

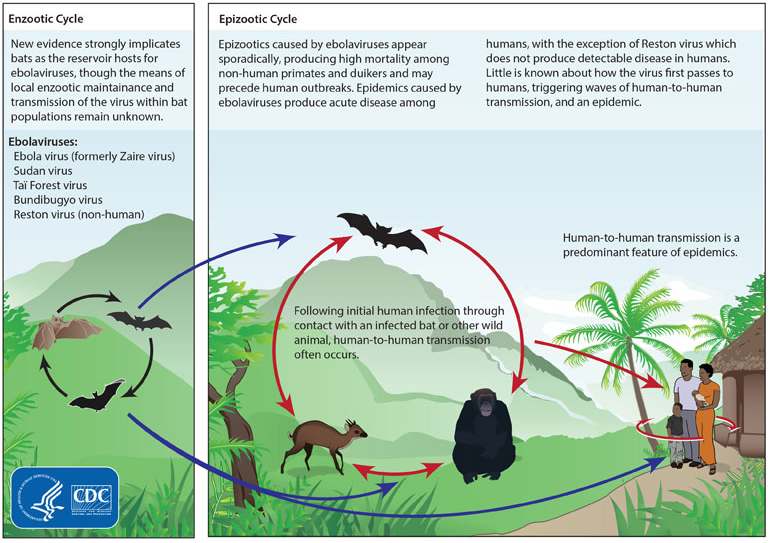
Chu kỳ cuộc sống của Ebola virus

Con người có thể nhiễm virus Ebola do tiếp xúc với máu hoặc chất dịch cơ thể của động vật bị nhiễm (thường là khỉ hoặc loài dơi ăn trái). Sự lây truyền qua không khí trong môi trường tự nhiên vẫn chưa được chứng minh. Loài dơi ăn trái được cho là mang truyền virus Ebola mà không hề bị bệnh. Một khi con người bị nhiễm bệnh, thì bệnh cũng có thể lây truyền từ người này sang người khác. Nam giới sống sót sau khi nhiễm bệnh Ebola có thể truyền bệnh qua tinh dịch trong gần 2 tháng. Để chẩn đoán bệnh, trước tiên cần phân biệt loại trừ các bệnh khác có triệu chứng tương tự chẳng hạn sốt rét, dịch tả và các bệnh sốt xuất huyết do virus khác. Để xác định bệnh, mẫu máu được xét nghiệm để tìm kháng thể virus, RNA của virus, hoặc chính con virus Ebola.
Phòng bệnh bao gồm làm giảm sự lây lan bệnh từ heo và khỉ bị nhiễm sang con người. Việc này được thực hiện bằng cách kiểm tra bệnh các loài động vật này và bằng cách giết chết và tiêu hủy đúng cách xác động vật chết nếu phát hiện chúng bị bệnh. Thịt được nấu chín kỹ và mặc quần áo bảo hộ khi xử lý thịt cũng giúp phòng bệnh, cũng như mặc quần áo bảo hộ và rửa tay khi ở gần người mắc bệnh để phòng bệnh. Các mẫu mô và chất dịch cơ thể của người mắc bệnh cần được xử lý đặc biệt thận trọng.
Bệnh Ebola bị gây ra bởi bốn trong nhóm năm loài virus Ebola, họ Filoviridae, bộ Mononegavirales. Những loại virus đó là Bundibugyo (BDBV), Ebola (EBOV), Sudan (SUDV), và virus rừng Taï (TAFV, tên trước đây và tên thường gọi cũng là virus Ebola Bờ Biển Nga (CIEBOV)). Loại thứ năm, Reston virus (RESTV), được cho là không gây ra bệnh trên con người. Khi bệnh bộc phát ra, những người có nguy cơ mắc bệnh nhất là những người chăm sóc bệnh nhân, hoặc có tiếp xúc gần gũi với bệnh nhân.

## Các dấu hiệu và triệu chứng

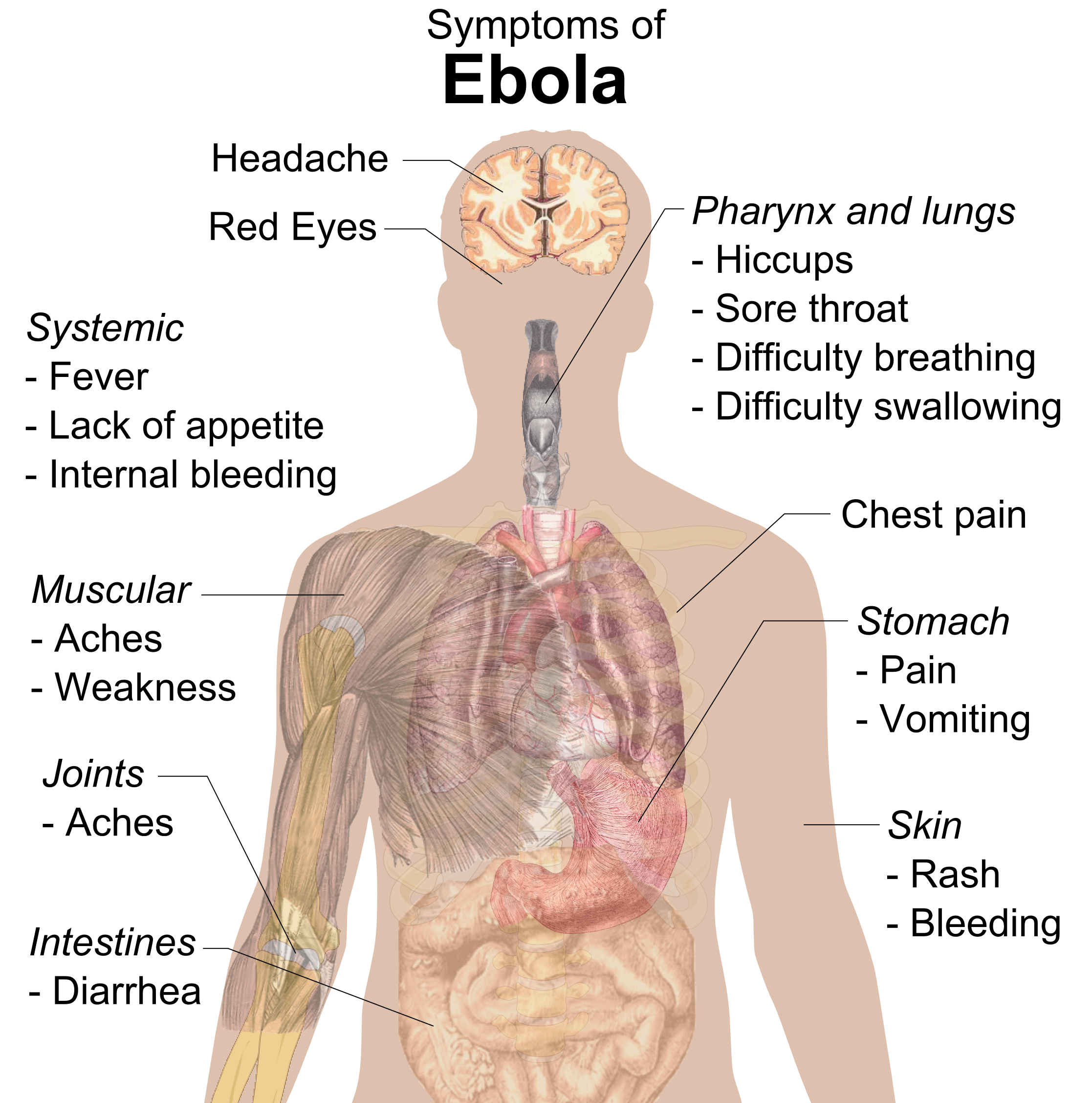
Các dấu hiệu và triệu chứng của Ebola

### Khởi phát
Khoảng thời gian từ khi tiếp xúc với virus đến khi phát triển các triệu chứng (thời kỳ ủ bệnh) là từ hai đến 21 ngày, và thường là từ bốn đến mười ngày. Tuy nhiên, các ước tính gần đây dựa trên các mô hình toán học dự đoán rằng khoảng 5% trường hợp có thể mất hơn 21 ngày để phát bệnh.
Các triệu chứng thường bắt đầu với một giai đoạn giống như cúm đột ngột, đặc trưng bởi mệt mỏi, sốt, suy nhược, giảm cảm giác thèm ăn, đau cơ, đau khớp, nhức đầu và đau họng. Cơn sốt thường cao hơn 38,3 °C (101 °F). Sau đó thường là buồn nôn, nôn, tiêu chảy, đau bụng và đôi khi bị nấc cụt. Sự kết hợp giữa nôn mửa dữ dội và tiêu chảy thường dẫn đến tình trạng mất nước nghiêm trọng. Tiếp theo, khó thở và đau ngực có thể xảy ra, kèm theo sưng tấy, đau đầu và lú lẫn. Trong khoảng một nửa số trường hợp, da có thể phát ban dạng sẩn, một vùng màu đỏ phẳng được bao phủ bởi các nốt mụn nhỏ, từ 5 đến 7 ngày sau khi các triệu chứng bắt đầu.

### Sự chảy máu (xuất huyết)
Trong một số trường hợp, chảy máu bên trong và bên ngoài có thể xảy ra. Điều này thường bắt đầu từ năm đến bảy ngày sau khi có các triệu chứng đầu tiên. Tất cả những người bị nhiễm đều có biểu hiện giảm đông máu.  Chảy máu từ màng nhầy hoặc từ các vị trí bị kim đâm đã được báo cáo trong 40–50% các trường hợp. Điều này có thể khiến người bệnh nôn ra máu, ho ra máu hoặc có máu trong phân.
Chảy máu dưới da có thể tạo ra chấm xuất huyết, ban xuất huyết, vết bầm tím hoặc khối u máu (đặc biệt là xung quanh vị trí kim tiêm). Chảy máu vào tròng trắng của mắt cũng có thể xảy ra. Chảy nhiều máu là không phổ biến; nếu nó xảy ra, nó thường ở đường tiêu hóa. Tỷ lệ xuất huyết trong đường tiêu hóa được báo cáo là ~ 58% trong đợt bùng phát năm 2001 ở Gabon, nhưng trong đợt bùng phát 2014–15 ở Mỹ, tỷ lệ này là ~ 18%, có thể do sự cải thiện trong việc điều trị dự phòng để chống đông máu lan tỏa nội mạch.

### Hồi phục hoặc chết
Quá trình hồi phục có thể bắt đầu từ bảy đến 14 ngày sau khi có các triệu chứng đầu tiên. Tử vong, nếu xảy ra, thường sau 6 đến 16 ngày kể từ ngày có triệu chứng đầu tiên và thường do sốc bởi mất chất lỏng trong cơ thể. Nói chung, chảy máu thường cho kết quả xấu hơn và mất máu có thể dẫn đến tử vong. Người bệnh thường hôn mê lúc sắp chết.
Những người sống sót thường bị đau cơ và khớp liên tục, viêm gan, giảm thính lực, và có thể tiếp tục mệt mỏi, suy nhược liên tục, giảm cảm giác thèm ăn và khó trở lại cân nặng như trước khi ốm. Các vấn đề về thị lực có thể phát triển. Những người sống sót sau EVD nên đeo bao cao su trong ít nhất 12 tháng sau khi bị lây nhiễm lần đầu hoặc cho đến khi tinh dịch của một nam giới khỏi bệnh đã xét nghiệm âm tính với vi rút Ebola trong hai lần riêng biệt
Những người sống sót phát triển kháng thể chống lại virus Ebola kéo dài ít nhất 10 năm, nhưng không rõ liệu họ có miễn dịch với các lần nhiễm bệnh kế tiếp hay không.

## Tiên lượng
Ebola có tỷ lệ gây tử vong ở những người bị nhiễm từ 25% đến 90%. Tính đến tháng 9 năm 2014, tỷ lệ tử vong trung bình của những người bị nhiễm bệnh là 50%. Tỷ lệ tử vong cao nhất là 90% trong đợt bùng phát tại Cộng hòa Congo năm 2002–2003.
Tử vong, nếu xảy ra, thường xảy ra sau 6 đến 16 ngày sau khi các triệu chứng xuất hiện và thường là do bị tụt huyết áp do mất chất lỏng trong cơ thể (bởi xuất huyết, tiêu chảy). Chăm sóc hỗ trợ sớm để ngăn ngừa mất nước có thể làm giảm nguy cơ tử vong.
Nếu một người bị nhiễm bệnh còn sống, quá trình hồi phục có thể nhanh chóng và hoàn toàn. Các trường hợp bị bệnh kéo dài thường phức tạp hơn do xuất hiện các vấn đề lâu dài, chẳng hạn như viêm tinh hoàn, đau khớp, mệt mỏi, giảm thính lực, rối loạn tâm trạng và giấc ngủ, đau cơ, đau bụng, kinh nguyệt bất thường, sẩy thai, bong da hoặc rụng tóc. Viêm và sưng lớp màng bồ đào của mắt là biến chứng mắt thường gặp nhất ở những người sống sót sau bệnh do virus Ebola. Các triệu chứng về mắt, chẳng hạn như nhạy cảm với ánh sáng, chảy nước mắt nhiều, và mất thị lực đã được mô tả
Virus Ebola có thể tồn tại ở một số bộ phận cơ thể như mắt, vú và tinh hoàn sau khi nhiễm bệnh. Đã có nghi ngờ về việc lây truyền qua đường tình dục sau khi hồi phục. Nếu sự lây truyền qua đường tình dục xảy ra sau khi hồi phục thì đó được cho là một điều hiếm gặp. Một trường hợp có tình trạng tương tự như viêm màng não đã được báo cáo nhiều tháng sau khi hồi phục, tính đến tháng 10 năm 2015.
Một nghiên cứu trên 44 người sống sót sau khi bị nhiễm Ebola ở Sierra Leone cho biết 70% bị đau cơ hoặc xương khớp, 48% đau đầu và 14% mắc các bệnh về mắt.

## Dịch tễ học
Căn bệnh này thường xảy ra thành các đợt bùng phát ở các vùng nhiệt đới của Châu Phi cận Sahara. Từ năm 1976 (khi nó được xác định lần đầu tiên) đến năm 2013, WHO đã báo cáo 2.387 trường hợp được xác nhận với 1.590 trường hợp tử vong Vụ bùng phát lớn nhất cho đến nay là dịch vi rút Ebola ở Tây Phi 2013 - 2016, gây ra một số lượng lớn người chết ở Guinea, Sierra Leone và Liberia.

### 1976

#### Sudan

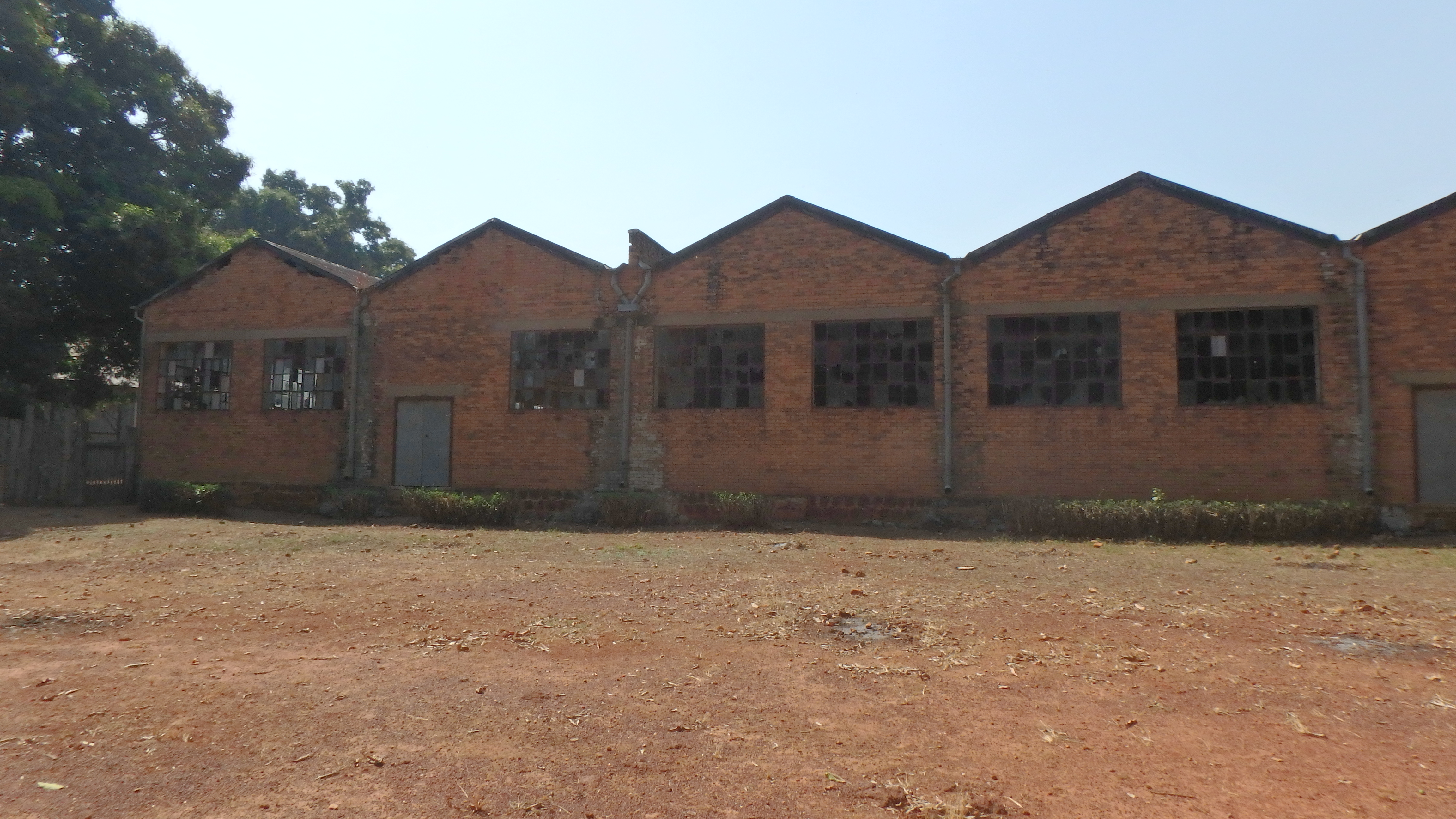
Nhà máy sản xuất bông ở Nzara, Nam Sudan nơi bùng phát đợt dịch đầu tiên

Sự bùng phát dịch Ebola đầu tiên được biết đến chỉ được xác định sau khi đã xảy ra. Nó xảy ra từ tháng 6 đến tháng 11 năm 1976, ở Nzara, Nam Sudan (sau đó là một phần của Sudan), và do virus Sudan (SUDV) gây ra. Dịch bệnh ở Sudan đã lây nhiễm cho 284 người và giết chết 151 người. Trường hợp đầu tiên có thể xác định được ở Sudan xảy ra vào ngày 27 tháng 6 là một thủ kho của một nhà máy bông ở Nzara, người này nhập viện vào ngày 30 tháng 6 và tử vong vào ngày 6 tháng 7. Mặc dù các nhân viên y tế của WHO tham gia chống lại đợt bùng phát ở Sudan biết rằng họ đang đối phó với một căn bệnh chưa được biết đến từ trước, nhưng quá trình "xác định dương tính" thực sự và việc đặt tên cho virus đã không xảy ra cho đến vài tháng sau đó tại Zaire.

#### Zaire

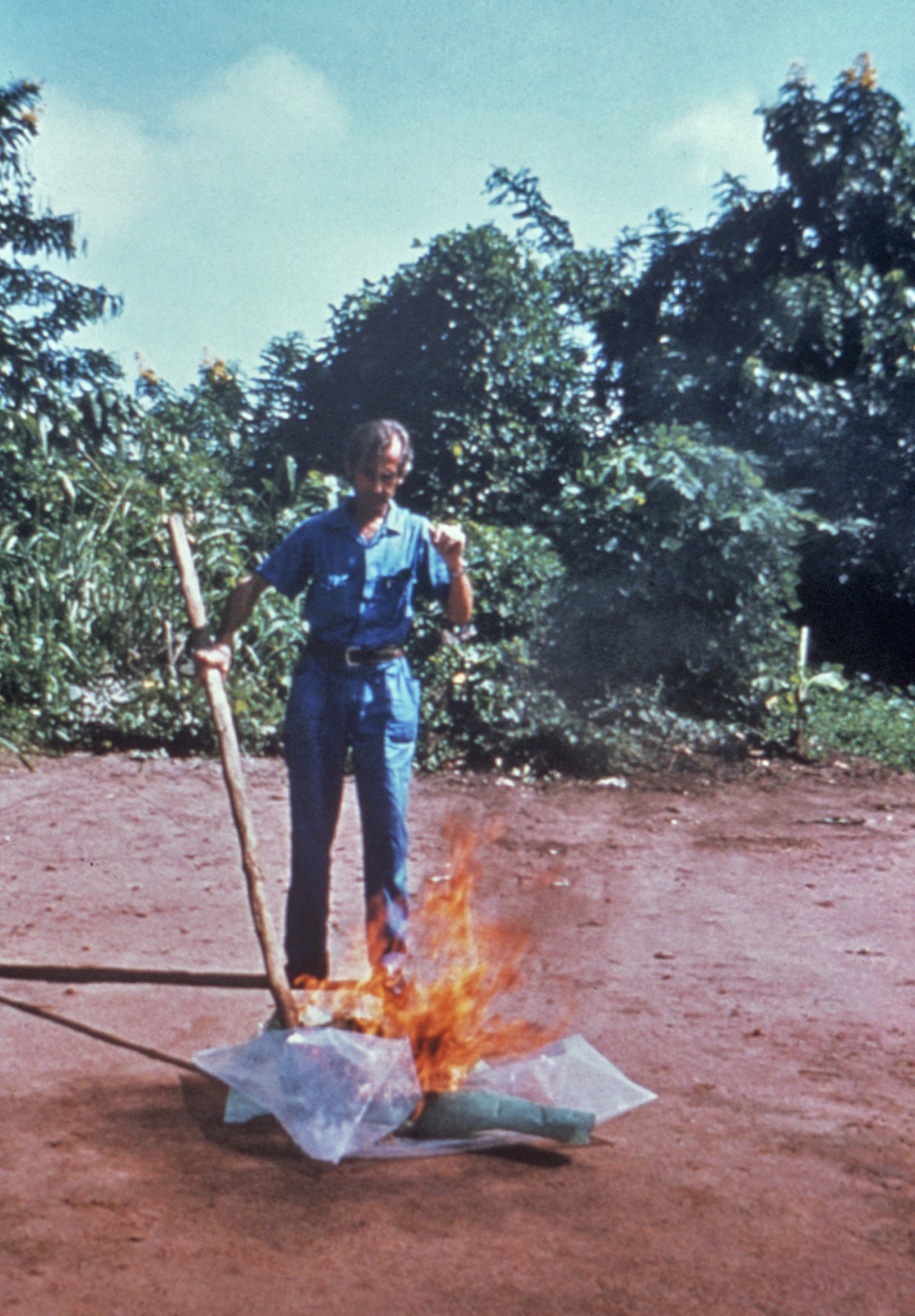
Một nhân viên CDC đốt rác thải y tế của bệnh nhân Ebola ở Zaire năm 1976.

Vào ngày 26 tháng 8 năm 1976, đợt bùng phát Ebola thứ hai bắt đầu ở Yambuku, một ngôi làng nông thôn nhỏ ở quận Mongala, miền bắc Zaire (nay là Cộng hòa Dân chủ Congo). Đợt bùng phát này do EBOV, trước đây được chỉ định là Zaire ebolavirus, một thành viên khác của chi Ebola virus, khác với virus trong đợt bùng phát đầu tiên ở Sudan. Người đầu tiên bị nhiễm căn bệnh này là hiệu trưởng trường làng Mabalo Lokela, người bắt đầu xuất hiện các triệu chứng vào ngày 26 tháng 8 năm 1976. Lokela đã trở về sau một chuyến đi đến Bắc Zaire gần biên giới của Cộng hòa Trung Phi, sau khi thăm sông Ebola từ ngày 12 đến ngày 22 tháng 8. Ban đầu người ta cho rằng anh ta mắc bệnh sốt rét và được cho uống thuốc quinine. Tuy nhiên, các triệu chứng của ông ấy tiếp tục trầm trọng hơn và ông được đưa vào Bệnh viện Yambuku Mission vào ngày 5 tháng 9. Lokela qua đời vào ngày 8 tháng 9, ngày thứ 14 sau khi bắt đầu xuất hiện các triệu chứng.
Ngay sau cái chết của Lokela, những người khác tiếp xúc với anh ta cũng chết, và người dân ở Yambuku bắt đầu hoảng sợ. Bộ trưởng Bộ Y tế và Tổng thống Zaire Mobutu Sese Seko đã tuyên bố toàn bộ khu vực, bao gồm cả Yambuku và thủ đô Kinshasa của đất nước, là một khu vực cách ly. Không ai được phép ra vào khu vực này, và các tuyến đường bộ, đường thủy và sân bay đã được đặt trong tình trạng thiết quân luật. Trường học, doanh nghiệp và các tổ chức xã hội đã bị đóng cửa. Phản ứng ban đầu do các bác sĩ Congo, bao gồm Jean-Jacques Muyembe-Tamfum, một trong những người phát hiện ra Ebola, chỉ đạo. Muyembe lấy mẫu máu từ một nữ tu người Bỉ; mẫu này cuối cùng sẽ được sử dụng bởi Peter Piot để tìm ra virút Ebola chưa từng biết trước đây. Muyembe cũng là nhà khoa học đầu tiên tiếp xúc trực tiếp với căn bệnh này và sống sót. Các nhà nghiên cứu từ Trung tâm Kiểm soát và Phòng ngừa Dịch bệnh (CDC), bao gồm cả Piot, người đồng phát hiện ra Ebola, sau đó đã đến để đánh giá tác động của đợt bùng phát, nhận thấy rằng "toàn bộ khu vực đang hoảng loạn".
Piot kết luận rằng các nữ tu Bỉ đã vô tình khơi mào đại dịch bằng cách tiêm vitamin không cần thiết cho phụ nữ mang thai mà không khử trùng ống tiêm và kim tiêm. Đợt bùng phát kéo dài 26 ngày và đợt cách ly kéo dài hai tuần. Các nhà nghiên cứu suy đoán rằng căn bệnh này đã biến mất do người dân địa phương thực hiện các biện pháp phòng ngừa, cách ly khu vực và ngừng tiêm thuốc.
Trong đợt bùng phát này, Ngoy Mushola đã ghi lại mô tả lâm sàng đầu tiên về EVD ở Yambuku, nơi anh ấy viết như sau trong nhật ký hàng ngày của mình: "Căn bệnh này đặc trưng với sốt cao khoảng 39°C (102°F), nôn mửa, tiêu chảy kèm theo máu, các khớp cảm thấy 'nặng nề' và tử vong diễn biến nhanh sau trung bình ba ngày."
Loại vi rút gây ra đợt bùng phát ban đầu được cho là virus Marburg, sau đó được xác định là một loại vi rút mới có liên quan đến chi Marburg virus. Các mẫu vi rút phân lập từ cả hai đợt bùng phát được đặt tên là "virút Ebola" theo tên sông Ebola, gần địa điểm bùng phát vi rút được xác định đầu tiên ở Zaire. Các báo cáo mâu thuẫn về người ban đầu đặt ra cái tên: Karl Johnson của nhóm CDC Hoa Kỳ hoặc các nhà nghiên cứu Bỉ Sau đó, một số trường hợp khác được báo cáo, hầu như tất cả đều tập trung vào bệnh viện truyền giáo Yambuku hoặc những người thân của một trường hợp khác.
Tổng cộng, 318 trường hợp nhiễm bệnh và 280 trường hợp tử vong (tỷ lệ tử vong là 88%) đã xảy ra ở Zaire. Mặc dù ban đầu người ta tin rằng hai vụ bùng phát này có mối liên hệ với nhau, nhưng sau đó các nhà khoa học nhận ra rằng chúng được gây ra bởi hai chủng ebolavirus khác nhau, SUDV và EBOV.

### 1995–2014

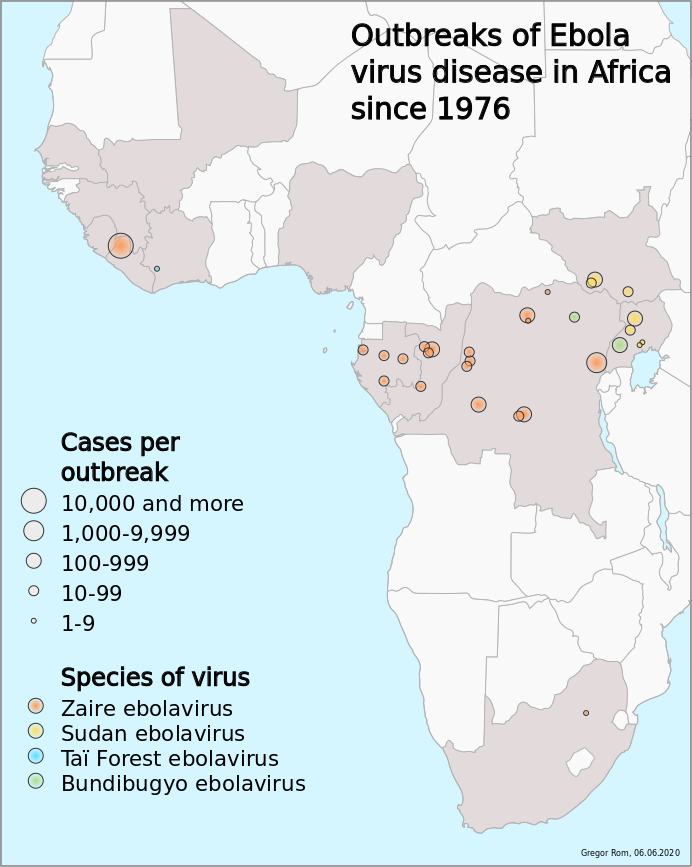
Cases of Ebola fever in Africa since 1976

Đợt bùng phát lớn thứ hai xảy ra ở Zaire (nay là Cộng hòa Dân chủ Congo), vào năm 1995, lây nhiễm 315 và giết chết 254 người.
Năm 2000, Uganda có một đợt bùng phát lây nhiễm cho 425 người và làm chết 224 người; trong trường hợp này, vi rút Sudan được phát hiện là loài Ebola gây ra sự bùng phát.
Vào năm 2003, một vụ bùng phát ở Cộng hòa Dân chủ Congo đã lây nhiễm 143 và giết chết 128 người, tỷ lệ tử vong là 90%, mức cao nhất trong một vụ bùng phát virus thuộc chủng Ebolavirus cho đến nay.
Năm 2004, một nhà khoa học người Nga đã tử vong vì Ebola sau khi tự dùng kim tiêm bị nhiễm bệnh để đâm vào người.
Từ tháng 4 đến tháng 8 năm 2007, một trận dịch sốt tại 4 khu làng của Congo đã được xác nhận vào tháng 9 là các trường hợp nhiễm Ebola. Nhiều người tham dự đám tang gần đây của một trưởng làng địa phương đã chết Vụ bùng phát năm 2007 đã lây nhiễm cho 264 người và giết chết 187 người.
Vào ngày 30 tháng 11 năm 2007, Bộ Y tế Uganda xác nhận một đợt bùng phát dịch Ebola tại Quận Bundibugyo ở Tây Uganda. Sau khi xác nhận các mẫu được kiểm tra bởi Phòng thí nghiệm Tham chiếu Quốc gia Hoa Kỳ và Trung tâm Kiểm soát Dịch bệnh, Tổ chức Y tế Thế giới (WHO) đã xác nhận sự hiện diện của một loài mới thuộc chi Ebolavirus, được đặt tên dự kiến là Bundibugyo. WHO đã báo cáo 149 trường hợp nhiễm chủng virus mới này và 37 trường hợp trong số đó dẫn đến tử vong.
WHO đã xác nhận hai đợt bùng phát nhỏ ở Uganda vào năm 2012, đều do biến thể Sudan gây ra. Đợt bùng phát đầu tiên lây nhiễm 7 người, giết chết 4 người và đợt bùng phát thứ hai lây nhiễm cho 24 người, làm 17 người chết
Vào ngày 17 tháng 8 năm 2012, Bộ Y tế của Congo đã báo cáo sự bùng phát của biến thể Ebola-Bundibugyo ở khu vực phía đông nước này. Ngoài việc được phát hiện vào năm 2007, đây là lần duy nhất mà biến thể này được xác định là nguyên nhân gây ra một đợt bùng phát. Tổ chức Y tế Thế giới (WHO) tiết lộ rằng loại virus này đã làm 57 người bị bệnh và giết chết 29 người. Có thể nguyên nhân của đợt bùng phát là do thịt thú hoang dã bị nhiễm virus do dân làng địa phương xung quanh các thị trấn Isiro và Viadana săn được.
Vào năm 2014, một vụ bùng phát đã xảy ra ở Congo. Giải trình tự bộ gen cho thấy đợt bùng phát này không liên quan đến đợt bùng phát virus Ebola ở Tây Phi 2014–15, mà là cùng một loài EBOV, chủng Zaire. Nó bắt đầu vào tháng 8 năm 2014, và được tuyên bố kết thúc vào tháng 11 với 66 trường hợp nhiễm bệnh và 49 trường hợp tử vong Đây là lần bùng phát thứ 7 ở Congo, ba trong số đó xảy ra trong thời kỳ đất nước này được biết đến với cái tên Zaire

### Tây Phi 2013–2016

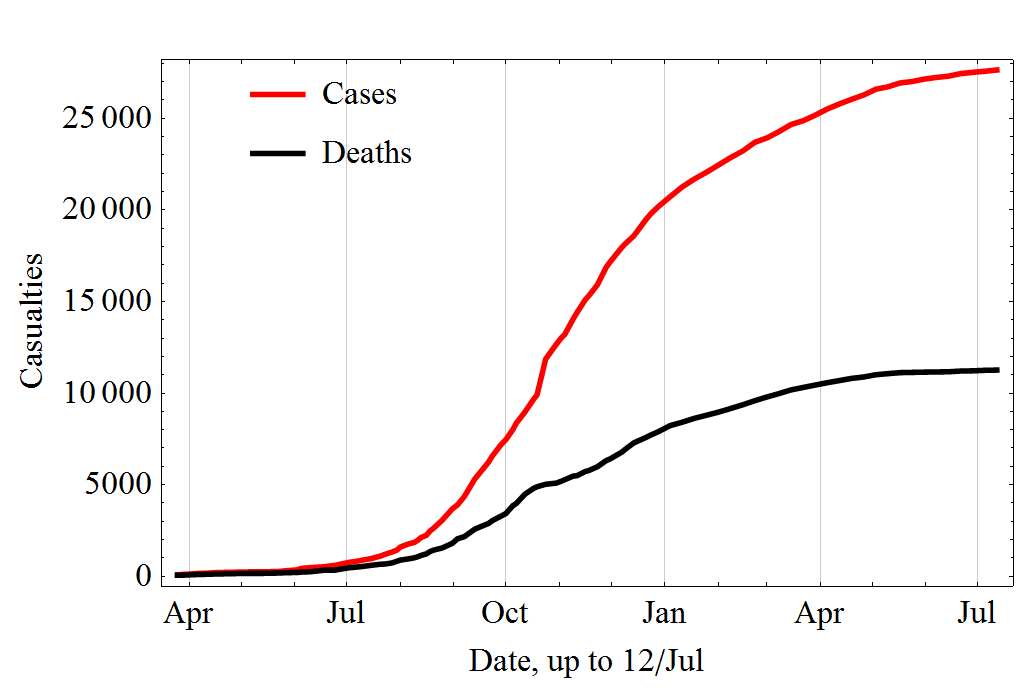
Các trường hợp mắc và tử vong từ tháng 4 năm 2014 đến tháng 7 năm 2015 trong đợt bùng phát 2013–2015 ở Tây Phi

Vào tháng 3 năm 2014, Tổ chức Y tế Thế giới (WHO) đã báo cáo một đợt bùng phát Ebola lớn ở Guinea, một quốc gia Tây Phi. Các nhà nghiên cứu đã lần theo dấu vết bùng phát ở một đứa trẻ một tuổi đã chết vào tháng 12 năm 2013. Căn bệnh này nhanh chóng lây lan sang các nước láng giềng là Liberia và Sierra Leone. Đây là đợt bùng phát Ebola lớn nhất từng được ghi nhận và lần đầu tiên được ghi nhận trong khu vực.
Vào ngày 8 tháng 8 năm 2014, WHO đã tuyên bố bệnh dịch là tình trạng khẩn cấp về sức khỏe cộng đồng quốc tế. Thúc giục thế giới cung cấp viện trợ cho các khu vực bị ảnh hưởng, Tổng giám đốc của WHO cho biết: "Các quốc gia bị ảnh hưởng cho đến nay chỉ đơn giản là không có khả năng tự khống chế một đợt bùng phát quy mô và phức tạp như thế này. Tôi kêu gọi cộng đồng quốc tế cung cấp hỗ trợ trên nguyên tắc khẩn cấp nhất có thể." Đến giữa tháng 8 năm 2014, Tổ chức Bác sĩ không biên giới báo cáo tình hình ở thủ đô Monrovia của Liberia là "thảm khốc" và "xấu đi hàng ngày". Họ báo cáo rằng những lo ngại về việc bị lây Ebola trong nhân viên và bệnh nhân đã khiến phần lớn hệ thống y tế của thành phố phải đón cửa, khiến nhiều người không được điều trị y tế vì các bệnh khác. Trong một tuyên bố ngày 26 Tháng Chín, WHO cho biết "Bệnh dịch Ebola tàn phá các vùng của Tây Phi được xem là tình hình khẩn cấp y tế cộng đồng nghiêm trọng nhất trong thời hiện đại. Chưa bao giờ trong lịch sử ghi nhận có căn bệnh ở mức an toàn sinh học cấp 4 lại lây nhiễm rất nhiều người một cách nhanh chóng, tại một khu vực địa lý rộng lớn như vậy, trong một thời gian dài."
Việc theo dõi tiếp xúc và cách ly nghiêm ngặt phần lớn đã ngăn chặn sự lây lan thêm của dịch bệnh ở các quốc gia đã xuất hiện các ca bệnh Dịch bệnh gây ra tỷ lệ tử vong đáng kể. Tính đến cuối vụ dịch, 28.616 người đã bị nhiễm bệnh; trong số này, 11.310 người đã chết, với tỷ lệ tử vong là 40%. Tính đến ngày 8 tháng 5 năm 2016, 28.646 trường hợp nghi ngờ nhiễm và 11.323 trường hợp tử vong đã được báo cáo. Tuy nhiên, WHO cho rằng những con số này có thể bị đánh giá thấp. Bởi vì làm việc gần với dịch cơ thể của bệnh nhân bị nhiễm, nhân viên y tế đặc biệt dễ bị nhiễm bệnh; vào tháng 8 năm 2014, WHO báo cáo rằng 10% số người chết là nhân viên y tế

Dịch vi rút Ebola 2014 ở Tây Phi

Vào tháng 9 năm 2014, ước tính năng lực điều trị bệnh nhân Ebola của các quốc gia là không đủ, chỉ tương đương 2.122 giường bệnh; đến tháng 12, đã có đủ số giường để điều trị và cách ly tất cả các trường hợp Ebola được báo cáo, mặc dù sự phân bố không đồng đều các trường hợp đã gây ra tình trạng thiếu hụt nghiêm trọng ở một số khu vực Vào ngày 28 tháng 1 năm 2015, WHO đã báo cáo rằng lần đầu tiên kể từ tuần kết thúc vào ngày 29 tháng 6 năm 2014, đã có ít hơn 100 trường hợp lây nhiễm mới được báo cáo trong một tuần ở ba quốc gia bị ảnh hưởng nặng nề nhất. Phản ứng với dịch sau đó chuyển sang giai đoạn thứ hai, khi trọng tâm chuyển từ làm chậm lây lan sang kết thúc dịch. Vào ngày 8 tháng 4 năm 2015, WHO chỉ báo cáo 30 trường hợp được xác nhận, số nhiễm mới hàng tuần thấp nhất kể từ tuần thứ ba của tháng 5 năm 2014.
Vào ngày 29 tháng 12 năm 2015, 42 ngày sau khi người cuối cùng có kết quả âm tính lần thứ hai, Guinea đã được tuyên bố không còn lây truyền Ebola. Vào thời điểm đó, WHO đã công bố khoảng thời gian 90 ngày giám sát cao độ. "Đây là lần đầu tiên cả ba quốc gia - Guinea, Liberia và Sierra Leone - đã chặn đứng các chuỗi lây truyền ban đầu...", tổ chức này tuyên bố trong một bản tin. Một trường hợp mới được phát hiện ở Sierra Leone vào ngày 14 tháng 1 năm 2016. Tuy nhiên, đợt bùng phát đã được tuyên bố không còn là tình trạng khẩn cấp vào ngày 29 tháng 3 năm 2016.

#### Đợt lây lan ra ngoài Tây Phi 2014
Vào ngày 19 tháng 9, Eric Duncan bay từ quê hương Liberia đến Texas; 5 ngày sau, anh ta bắt đầu xuất hiện các triệu chứng và đến bệnh viện khám nhưng được cho về nhà. Tình trạng của anh trở nên tồi tệ hơn và anh trở lại bệnh viện vào ngày 28 tháng 9, nơi anh qua đời vào ngày 8 tháng 10. Các quan chức y tế xác nhận chẩn đoán Ebola vào ngày 30 tháng 9 - trường hợp đầu tiên ở Hoa Kỳ.
Vào đầu tháng 10/2014, Teresa Romero, một y tá 44 tuổi người Tây Ban Nha, đã mắc bệnh Ebola sau khi chăm sóc cho một linh mục đã được hồi hương từ Tây Phi. Đây là lần lây truyền vi rút đầu tiên xảy ra bên ngoài châu Phi. Romero đã xét nghiệm âm tính với căn bệnh này vào ngày 20 tháng 10, cho thấy rằng cô ấy có thể đã khỏi bệnh sau khi bị nhiễm Ebola.
Vào ngày 12 tháng 10, Trung tâm Kiểm soát và Phòng ngừa Dịch bệnh (CDC) xác nhận rằng một y tá ở Texas, Nina Pham , người đã điều trị cho Duncan có kết quả xét nghiệm dương tính với virút Ebola, trường hợp lây truyền đầu tiên được biết đến ở Hoa Kỳ. Vào ngày 15 tháng 10, một nhân viên chăm sóc sức khỏe thứ hai ở Texas, người đã điều trị cho Duncan được xác nhận là có vi rút Cả 2 đã khỏi bệnh. Một trường hợp không liên quan là một bác sĩ ở Thành phố New York, người trở về Hoa Kỳ từ Guinea sau khi làm việc với Médecins Sans Frontières và có kết quả dương tính với Ebola vào ngày 23 tháng 10.
Vào ngày 29 tháng 12 năm 2014, Pauline Cafferkey, một y tá người Anh vừa trở về Glasgow từ Sierra Leone, được chẩn đoán mắc bệnh Ebola tại Bệnh viện Đa khoa Gartnavel của Glasgow. Sau khi điều trị ban đầu ở Glasgow, cô được chuyển bằng đường hàng không đến RAF Northolt, sau đó đến đơn vị cách ly cấp cao chuyên khoa tại Bệnh viện Royal Free ở London để điều trị lâu dài hơn

### Cộng hòa Dân chủ Congo 2017
Vào ngày 11 tháng 5 năm 2017, Bộ Y tế Công cộng Cộng hòa Dân chủ Congo đã thông báo cho WHO về sự bùng phát của Ebola. Bốn người chết và bốn người sống sót; năm trong số tám trường hợp này đã được phòng thí nghiệm xác nhận. Tổng cộng 583 địa chỉ liên lạc đã được theo dõi. Vào ngày 2 tháng 7 năm 2017, WHO đã tuyên bố đợt bùng phát đã kết thúc.

### Tỉnh Équateur 2018
Vào ngày 14 tháng 5 năm 2018, Tổ chức Y tế Thế giới báo cáo rằng "Cộng hòa Dân chủ Congo đã báo cáo 39 trường hợp nghi ngờ, có thể đã nhiễm hoặc được xác nhận đã nhiễm Ebola từ ngày 4 tháng 4 đến ngày 13 tháng 5, trong đó có 19 trường hợp tử vong" Khoảng 393 người được xác định là có liên hệ của bệnh nhân Ebola đang được theo dõi. Đợt bùng phát tập trung vào các khu vực Bikoro, Iboko và Wangata ở tỉnh Equateur, bao gồm cả ở thành phố lớn Mbandaka. Bộ Y tế Công cộng Congo đã phê duyệt việc sử dụng vắc xin thử nghiệm. Vào ngày 13 tháng 5 năm 2018, Tổng Giám đốc WHO là Tedros Adhanom Ghebreyesus đã đến thăm Bikoro. Các báo cáo cho thấy bản đồ của khu vực không chính xác, nhưng không gây trở ngại nhiều cho các nhà cung cấp dịch vụ y tế khi các nhà dịch tễ học và các quan chức đang cố gắng đánh giá sự bùng phát và nỗ lực ngăn chặn. Đợt bùng phát năm 2018 ở đây được tuyên bố kết thúc vào ngày 24 tháng 7 năm 2018.

### Kivu 2018–2020
Vào ngày 1 tháng 8 năm 2018, ổ dịch Ebola thứ 10 trên thế giới đã được công bố tại tỉnh Bắc Kivu của Cộng hòa Dân chủ Congo. Đây là đợt bùng phát Ebola đầu tiên trong một khu vực xung đột quân sự, với hàng nghìn người tị nạn trong khu vực Đến tháng 11 năm 2018, gần 200 người Congo đã chết vì Ebola, khoảng một nửa trong số họ đến từ thành phố Beni, nơi các nhóm vũ trang đang tranh giành khoáng sản của khu vực, cản trở các nỗ lực cứu trợ y tế.
Đến tháng 3 năm 2019, đây trở thành đợt bùng phát Ebola lớn thứ hai từng được ghi nhận, với hơn 1.000 trường hợp và tình trạng mất an ninh tiếp tục là lực cản chính để đưa ra phản ứng thích hợp. Tính đến ngày 4 tháng 6 năm 2019, WHO đã báo cáo 2025 trường hợp được xác nhận và có khả năng xảy ra với 1357 trường hợp tử vong. Vào tháng 6 năm 2019, hai người chết vì Ebola ở nước láng giềng là Uganda.
Vào tháng 7 năm 2019, một người đàn ông bị nhiễm bệnh đã đến thành phố Goma, nơi sinh sống của hơn hai triệu người Một tuần sau, vào ngày 17 tháng 7 năm 2019, WHO tuyên bố đợt bùng phát Ebola này là tình trạng khẩn cấp về sức khỏe toàn cầu, lần thứ năm tổ chức này tuyên bố như vậy. Một phát ngôn viên của chính phủ nói rằng một nửa số trường hợp Ebola là không xác định được danh tính, và ông nói thêm rằng đợt bùng phát hiện tại có thể kéo dài đến ba năm.
Vào ngày 25 tháng 6 năm 2020, đợt bùng phát EVD lớn thứ hai này được tuyên bố đã kết thúc.

### Tỉnh Équateur 2020
Vào ngày 1 tháng 6 năm 2020, Bộ Y tế Congo đã thông báo về một đợt bùng phát Ebola mới tại Mbandaka, tỉnh Équateur, một khu vực dọc theo sông Congo. Giải trình tự bộ gen cho thấy đợt bùng phát này, đợt bùng phát thứ 11 kể từ lần đầu tiên virus được phát hiện ở nước này vào năm 1976, không liên quan đến đợt bùng phát ở tỉnh Bắc Kivu hoặc đợt bùng phát trước đó ở cùng khu vực vào năm 2018. Theo báo cáo, 6 trường hợp đã được xác định; bốn người đã chết. Dự kiến sẽ có nhiều người bệnh được xác định do các hoạt động giám sát gia tăng. Đến ngày 15 tháng 6, số ca mắc đã tăng lên 17 ca với 11 ca tử vong, với hơn 2.500 người đã được tiêm chủng. Đợt bùng phát EVD thứ 11 được chính thức tuyên bố kết thúc vào ngày 19 tháng 11 năm 2020. Vào thời điểm đợt bùng phát Équateur kết thúc, đã có 130 trường hợp được xác nhận với 75 khỏi bệnh và 55 trường hợp tử vong.

### Bắc Kivu 2021
Vào ngày 7 tháng 2 năm 2021, Bộ Y tế Congo đã thông báo một trường hợp nhiễm Ebola mới gần Butembo, Bắc Kivu, được phát hiện trước đó một ngày. Trường hợp này là một phụ nữ 42 tuổi có các triệu chứng của Ebola ở Biena vào ngày 1 tháng 2 năm 2021. Vài ngày sau, cô qua đời tại bệnh viện ở Butembo. WHO cho biết hơn 70 người có liên hệ với người phụ nữ này đã được theo dõi
Vào ngày 11 tháng 2 năm 2021, một người phụ nữ khác có liên hệ với người phụ nữ trước đó đã chết trong cùng thị trấn và số lượng liên hệ được theo dõi đã tăng lên 100. Một ngày sau, trường hợp thứ ba được phát hiện ở Butembo.
Vào ngày 3 tháng 5 năm 2021, đợt bùng phát EVD thứ 12 đã được tuyên bố kết thúc, có 12 trường hợp mắc và 6 trường hợp tử vong. Việc giám sát mức độ cao sẽ tiếp tục trong 90 ngày sau tuyên bố, trong trường hợp bệnh tái xuất hiện.

### 2021

#### Guinea
Vào tháng 2 năm 2021, Tiến sĩ Sakoba Keita, người đứng đầu cơ quan y tế quốc gia của Guinea xác nhận rằng 3 người đã chết vì Ebola ở khu vực đông nam gần thành phố Nzérékoré. Thêm 5 người nữa cũng cho kết quả dương tính. Tiến sĩ Keita cũng xác nhận rằng nhiều cuộc thử nghiệm đang được tiến hành, và những nỗ lực để theo dõi và cách ly các trường hợp khác đã bắt đầu. Vào ngày 14 tháng 2, chính phủ Guinea đã tuyên bố bùng phát dịch bệnh Ebola.
Đợt bùng phát có thể đã bắt đầu sau khi tái kích hoạt một trường hợp tiềm ẩn ở một người sống sót sau đợt bùng phát trước đó Tính đến ngày 4 tháng 5 năm 2021, 23 ca bệnh đã được báo cáo, không có trường hợp mắc mới hoặc tử vong kể từ ngày 3 tháng 4 năm 2021. Khoảng thời gian đếm ngược 42 ngày được bắt đầu vào ngày 8 tháng 5 năm 2021 và vào ngày 19 tháng 6, đợt bùng phát đã được tuyên bố kết thúc.

#### Bờ biển Ngà
Vào ngày 14 tháng 8 năm 2021, Bộ Y tế của Cote d'Ivoire xác nhận trường hợp nhiễm Ebola đầu tiên của đất nước kể từ năm 1994. Thông tin được đưa ra sau khi Viện Pasteur ở Cote d'Ivoire xác nhận Bệnh Ebola trong các mẫu thu thập từ một bệnh nhân nhập viện tại thủ đô thương mại của Abidjan, sau khi đến từ Guinea.
Tuy nhiên, vào ngày 31 tháng 8 năm 2021, WHO phát hiện ra rằng, sau khi xét nghiệm bổ sung trong phòng thí nghiệm ở Lyon, bệnh nhân không mắc Ebola. Nguyên nhân dẫn đến căn bệnh của cô vẫn đang được phân tích

## Điều trị
Không có phác đồ điều trị đặc hiệu; các nỗ lực nhằm giúp người bệnh bao gồm hoặc là cho điều trị mất nước bằng đường uống (nước uống hơi ngọt hơi mặn) hoặc là cho dịch truyền bằng đường tĩnh mạch. Bệnh có tỉ lệ tử vong cao: Thường từ 50% đến 90% số người nhiễm virus Ebola bị tử vong. EVD được phát hiện đầu tiên ở Sudan và Cộng hòa Dân chủ Congo. Bệnh thường bộc phát thành dịch ở những vùng nhiệt đới của châu Phi cận Sahara. Từ 1976 (khi lần đầu được phát hiện) cho đến 2013, chưa tới 1000 người bị nhiễm bệnh mỗi năm. Dịch bệnh lớn nhất cho đến nay là dịch Ebola Tây Phi 2014 đang hoành hành ở Guinea, Sierra Leone, Liberia và có thể Nigeria. Tính tới ngày 3 tháng 10 năm 2014, 7.497 trường hợp bị nghi ngờ mắc bệnh trong số đó đã có 3.439 người đã chết. Hiện nay các nhà khoa học đang nỗ lực chế tạo vắc xin; tuy nhiên, vẫn chưa có vắc xin nào.

## Phòng tránh
Virus Ebola lây sang người thông qua tiếp xúc với máu, chất tiết, bộ phận cơ thể hoặc dịch thể khác của người, động vật bị nhiễm bệnh. Để phòng bệnh, cần thực hiện vệ sinh cá nhân (rửa tay bằng xà phòng, chất sát khuẩn,...), tránh tiếp xúc trực tiếp với máu, dịch tiết của người như là: niêm dịch, mồ hôi, nước mắt,..., động vật nhiễm bệnh; không cầm, nắm các vật có thể đã tiếp xúc với máu, dịch tiết của người, động vật nhiễm bệnh trước đó.

### Vắc-xin
Vắc xin chống Ebola, rVSV-ZEBOV, đã được phê duyệt tại Hoa Kỳ vào tháng 12 năm 2019. Có vẻ như vắc xin này có hiệu lực hoàn toàn sau 10 ngày kể từ khi được tiêm. Nó đã được nghiên cứu ở Guinea từ năm 2014 đến năm 2016. Hơn 100.000 người đã được tiêm chủng ngừa Ebola tính đến năm 2019.